# 原発巣
原発巣（げんぱつそう 英語: primary focus）とは、がんが最初に発生した場所を「原発部位」と呼び、その病巣を「原発巣」と呼ぶ。また、原発巣のがん細胞が、リンパや血液の流れを介して他の場所に生着し、つくられる病巣を「転移巣（英語: metastatic focus）」と呼ぶ。

## 概要
がんでは、どこで発生したかにより、その原発部位によって、肺がん、胃がん、大腸がん、前立腺がんなどのように、発生した臓器の名前のついた診断名が付けられる。一方、転移巣が先に発見され、がんであることが裏づけられたにも関わらず、診察や様々な検査等によっても、原発部位が臨床的に確認できない状態を「原発不明がん」と呼び、すべての悪性腫瘍のうち1-5％の頻度である。

### 原発不明がん
がんがある臓器に発生し、様々な検査でもわからないほど非常に小さいにも関わらず、原発部位からの転移により、転移巣の方が原発巣より大きくなった状態もありうる。中にはまれに、転移の後に、原発巣だけが何らかの原因で自然に縮小したり、消滅した状態となることがある。近年、画像診断技術の進歩により身体の奥深くの小さな病巣でもわかるようになり、原発不明がんと診断される頻度は減少した。それでも、がん全体の３％程度が原発不明がんと診断される。当初の検査では原発部位が特定されないケースも多く、その後の経過などから後に原発部位がわかる場合もある。
原発不明がんとして見つかる転移でもっとも多いのがリンパ節転移で、次いで、肺、肝、骨や脳などの転移がある。これらが重複するケースもある。身体の表面付近である頚部、腋窩部、そけい部などのリンパ節転移はその性質上、気付かれやすく、通常は痛みを伴わない。骨の転移は痛みや病的骨折により発見される場合が多い。肺や肝転移は進行するまで症状を伴わないため、健康診断や他の疾病でX線検査や超音波検査、CT検査などを機に発見されやすい。また、腹膜・胸膜転移では、肺の周囲や腹部に胸水や腹水が溜まることで発見されやすい。
原発不明がんの多くは、すでに進行して転移している病態と考えられる。この場合、がんを手術で完全に取り去ることは困難であり、根治困難な病態であると考えられ、病気の進行を遅らせる治療や、がんによる症状を和らげる緩和ケアが主体となる。原発不明がんの化学療法は、最適な薬剤が確立されておらず、2025年現在、ニボルマブ（オプジーボ）のみが保険適用されている。